# ألفرد إي. جونسون
ألفرد إي. جونسون (بالإنجليزية: Alfred E Johnson)‏ هو عالم آثار أمريكي، (و. 1879  م).